# Linia kolejowa nr 254
Kolej Nadzalewowa (niem. Haffuferbahn – HUB) – linia kolejowa, która w zamyśle niemieckich projektantów miała połączyć Elbląg z Królewcem. W latach 1897–1899 zbudowano odcinek łączący Elbląg z Braniewem, gdzie Kolej Nadzalewowa łączyła się z Koleją Wschodnią umożliwiając dalszą podróż aż do Królewca.

## Historia

### Budowa (1897–1899)
24 grudnia 1897 uzyskano koncesję na budowę kolei, będącą prywatną inwestycją towarzystwa akcyjnego z Królewca. W maju 1899 roku ukończono budowę odcinka z Elbląga do Fromborka, a we wrześniu oddano do użytku odcinek łączący Frombork z Braniewem. Jednocześnie ukończono prace przy budowie dwóch nowych dworców w Elblągu – Elbląg Miasto oraz Elbląg Angielskie Źródło.
Dworzec Elbląg Miasto miał połączenie z dworcem Elbląg Dworzec Wschodni, co włączyło Kolej Nadzalewową do ogólnokrajowej sieci kolejowej, natomiast w Braniewie istniało połączenie między dworcem Braniewo Górna Brama a dworcem państwowej kolei wschodniej.

### Lata 1899–1945
Od momentu powstania Kolej Nadzalewowa stanowiła ważny fragment lokalnej sieci kolejowej w Prusach Wschodnich, łącząc dwa większe miasta (Elbląg i Braniewo). Do 1918 r. na odcinku Elbląg – Kadyny spotkać można było pociąg cesarza Niemiec, Wilhelma II, który w Kadynach miał swoją letnią rezydencję. Linia obsługiwała ruch osobowy oraz towarowy, przewożąc w latach 30. ponad 400 000 pasażerów oraz 250 000 ton towarów.
W okresie międzywojennym na trasie kursowały także pociągi turystyczne Niemieckich Kolei Państwowych. W Tolkmicku podróżni mieli możliwość przesiadki na statki „białej floty” do Krynicy Morskiej (budynek dworca położony jest około 200 m od portu).

### Lata 1945–1989
W wyniku działań wojennych zniszczeniu uległy niektóre obiekty jak most nad rzeką Pasłęka koło Braniewa. Odbudowa zniszczeń trwała do 1949 r., a linia przeszła pod zarząd PKP pozostając trasą o znaczeniu lokalnym. Wciąż jednak, ze względu na słabo rozwinięty transport samochodowy, stanowiła doskonały środek transportu dla mieszkańców nadzalewowych miejscowości po polskiej stronie, pracujących przede wszystkim w Elblągu. Dużą część pasażerów stanowili turyści tłumnie wypoczywający w okresie letnim nad Zalewem Wiślanym.
W latach 1975–1982 wybudowano kolejową obwodnicę Elbląga, przenosząc ruch pociągów poza miasto. Zlikwidowano jednocześnie dworzec Elbląg Miasto, a stacją początkową dla kolei stał się dawny Dworzec Wschodni.

### Okres po 1989 roku
Coraz mniejsze zainteresowanie podróżnych doprowadziło do znacznego ograniczenia ruchu pasażerskiego na trasie. W latach 90. znacznie zmalała również liczba turystów nad Zalewem, co także miało duży wpływ na rosnące problemy z utrzymaniem rentowności linii. Na początku 2006 r. trasę przemierzała tylko jedna para pociągów dziennie. 1 kwietnia 2006 ostatecznie zawieszono planowe połączenie na trasie Elbląg – Tolkmicko – Braniewo i od tego czasu na linii zdarza się jeszcze spotkać pociąg specjalny o charakterze turystycznym. Od 2007 r. miejscowe lobby stara się przejąć linię od PKP i uruchomić planowe pociągi turystyczne.
Latem 2010 r. i 2011 r. wznowiono, na czas wakacji i wyłącznie w soboty i niedziele, kursy ze stacji Grudziądz i Elbląg do Braniewa jako „pociąg turystyczny”. Połączenie zostało uruchomione dzięki dziewięciu partnerom: Urzędowi Marszałkowskiemu Województwa Warmińsko-Mazurskiego w Olsztynie i lokalnym samorządom obszarów leżących wzdłuż linii kolejowej. Operatorem połączenia jest Pomorskie Towarzystwo Miłośników Kolei Żelaznych. W 2012 i 2013 roku pociągi kursowały na trasie Elbląg-Frombork, ponieważ Braniewo nie chciało finansować reaktywacji Kolei Nadzalewowej.
W czerwcu 2015 r. PKP PLK S.A., działając na podstawie art. 9 ust. 2 ustawy z dnia 28 marca 2003 r. o transporcie kolejowym, zwróciła się do przewoźników i organów samorządu terytorialnego z informacją o zamiarze likwidacji linii nr 254 Tropy – Braniewo na odc. od km 6,486 do km 44,500 z uwagi na „brak pokrycia kosztów udostępnienia infrastruktury kolejowej wpływami za jej udostępnianie”.
Według informacji ministerstwa infrastruktury i budownictwa ruch pociągów odbywa się wyłącznie na odcinkach Tropy – Elbląg Zdrój (o długości 6,4 km) oraz Braniewo Brama – Braniewo (o długości 3,7 km). Na odcinku Elbląg Zdrój – Braniewo Brama (o długości 38 km) od kwietnia 2006 roku nie jest prowadzony ruch pociągów. Od tego czasu na przedmiotowym odcinku prowadzone były jedynie okazjonalne przejazdy komercyjne.
Na początku grudnia 2022 PKP PLK podpisała umowę z Nadzalewową Koleją Drezynową na nieodpłatne przejęcie linii kolejowej na odcinku Kamienica Elbląska – Frombork na 3 lata w celu jej eksploatacji drezynami kolejowymi.

## Historyczny przebieg trasy
- Elbląg Miasto
- Elbląg Angielskie Źródło
- Dworzec Tolkmicko
- Dworzec Frombork
- Braniewo Górna Brama
- Królewiec

## Obecny przebieg trasy
- Elbląg (daw. Dworzec Wschodni)

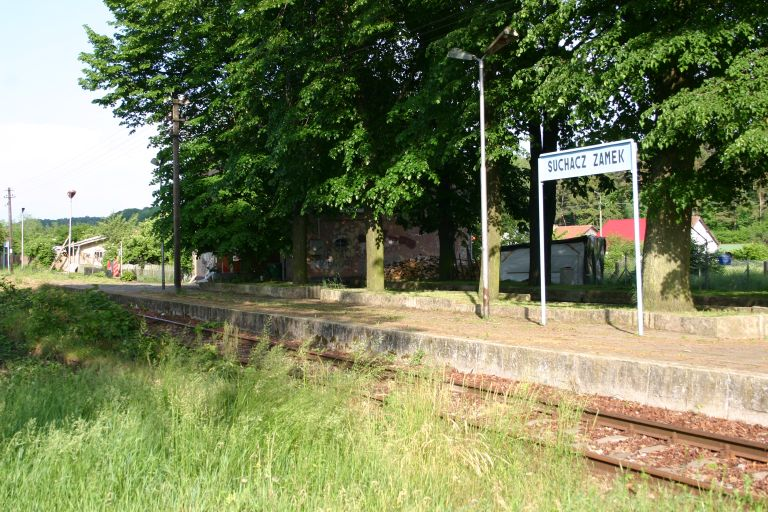
Przystanek Suchacz Zamek

- Elbląg Zdrój (daw. Elbląg Angielskie Źródło)
- Rubno Wielkie
- Jagodno
- Kamienica Elbląska
- Nadbrzeże
- Suchacz Zamek
- Kadyny
- Tolkmicko
- Święty Kamień
- Frombork
- Braniewo Brama
- Braniewo